# Kraljičina kuća u Greenwichu
Kraljičina kuća u Greenwichu (engleski: Queen's House) je bivša kraljevska rezidencija koju je od 1614. – 1617. god. izgradio Inigo Jones za kraljicu Anu, suprugu kralja Jakova I., kao prvu pravu renesansnu građevinu u Ujedinjenom Kraljevstvu. Smještena je u Pomorskom središtu Greenwicha, koje je zajedno s georgijanskim i viktorijanskim središtem grada i Greenwich parkom, zbog velike koncentracije iznimno vrijednih povijesnih zgrada velike arhitektonske vrijednosti upisano na UNESCO-ov popis mjesta svjetske baštine u Europi 1997. god.
Njezina izgradnja je započela 1616. god. na zahtjev kralja Jakova I. kao poklon njegovoj ženi Ani od Danske, ali ona nije doživila njezinu izgradnju umrijevši 1619. godine. Prema predaji, James je Ani izgradio palaču kao ispriku zbog toga što ju je opsovao u javnosti, nakon što mu je ona tijekom lova slučajno ubila psa. Njegov sin Karlo nastavio je izgradnju 1629. god., te je Kraljičina kuća završena 1636. godine. Izgradio ju je poznati arhitekt Inigo Jones, arhitekt u usponu koji je intenzivno proučavao rimsku i renesansnu arhitekturu, kao primjer prve u potpunosti klasične građevine u Engleskoj. Bila je to revolucionarna građevina za London i cijelu Britaniju, kojom su dominirale zgrade od crvene opeke.
Odlikuju je njezina bijela boja i skladne proporcije po kojima se razlikuje od dotadašnjeg Tudorskog stila gradnje. Kraljičina kuća u renesansnom stilu i klasičnih proporcija poslužila je kao uzor kasnijem kompleksu koji je izgrađen u Greenwichu i koji se pretvorio u jedan od najljepših dijelova Londona. Jones je zapravo bio jedan od sljedbenik slavnog talijanskog arhitekta Andree Palladija, čija su djela izvršila ključan utjecaj na europsku gradnju od 16. sve do kraja 18. stoljeća. Iznimka nije bila ni Engleska, koja je posredstvom Iniga Jonesa upoznala paladijanizam i vrlo često ga primjenjivala sljedećih 200-tinjak godina. Iako se smatra prvim paladijskim zdanjem u Engleskoj, ona odudara od matemetičke strogosti Palladija i vjerojatnije je inspiriana vilom Medici u obliku slova H iz mjesta Poggio a Caiano, koju je izgradio Giuliano da Sangallo.
Središnji dio građevine je „Velika dvorana” savršenog oblika kocke promjera 12,2 m čiji prvi kat sadrži galeriju. Kraljičina kuća poznata je po svojoj umjetničkoj zbirci u kojoj se ubrajaju djela velikih umjetnika kao što su Gainsborough, Reynolds, Turner i Hogarth.
Upečatljiv crno-bijeli mramorni pod dizajnom odgovara kvadratima i krugovima na stropu.
Kraljičina kuća također sadrži takozvano „Tulip stubište”, koje je prvo samostojeće stubište u Engleskoj. Naime, stubište podržava sustav konzola iz zidova pri čemu svaka stuba počiva na onoj ispod.
Kasnije je Kraljičina kuća mijenjala namjene, a od 1937. godine ona je dio Nacionalnog pomorskog muzeja. Razgledavanje stalnog postava Kraljičine kuće je besplatno, s tim da se ulaz ponekad plaća za posebne izložbe i događanja. Za Olimpijske igre u Londonu 2012. godine služila je kao VIP centar.

## Vanjske poveznice
- Fotografije na Flickr